# Acalypha rubrinervis
Acalypha rubrinervis é uma espécie de flor do gênero Acalypha, pertencente à família Euphorbiaceae.